# 阿蘭·卡彭特
阿蘭·卡彭特（Alan John Carpenter，1957年1月4日—）是澳大利亞的一位前政治人物。他在2006年至2008年期間曾經擔任第28屆西澳大利亞州州長。卡彭特畢業於西澳大學，在從政之前曾是一位記者。卡彭特的黨籍是澳洲工黨。

## 外部連結
- Wesfarmers's corporate profile （页面存档备份，存于）